# 普芬茨河
49°11′35″N 8°24′35″E / 49.19306°N 8.40972°E

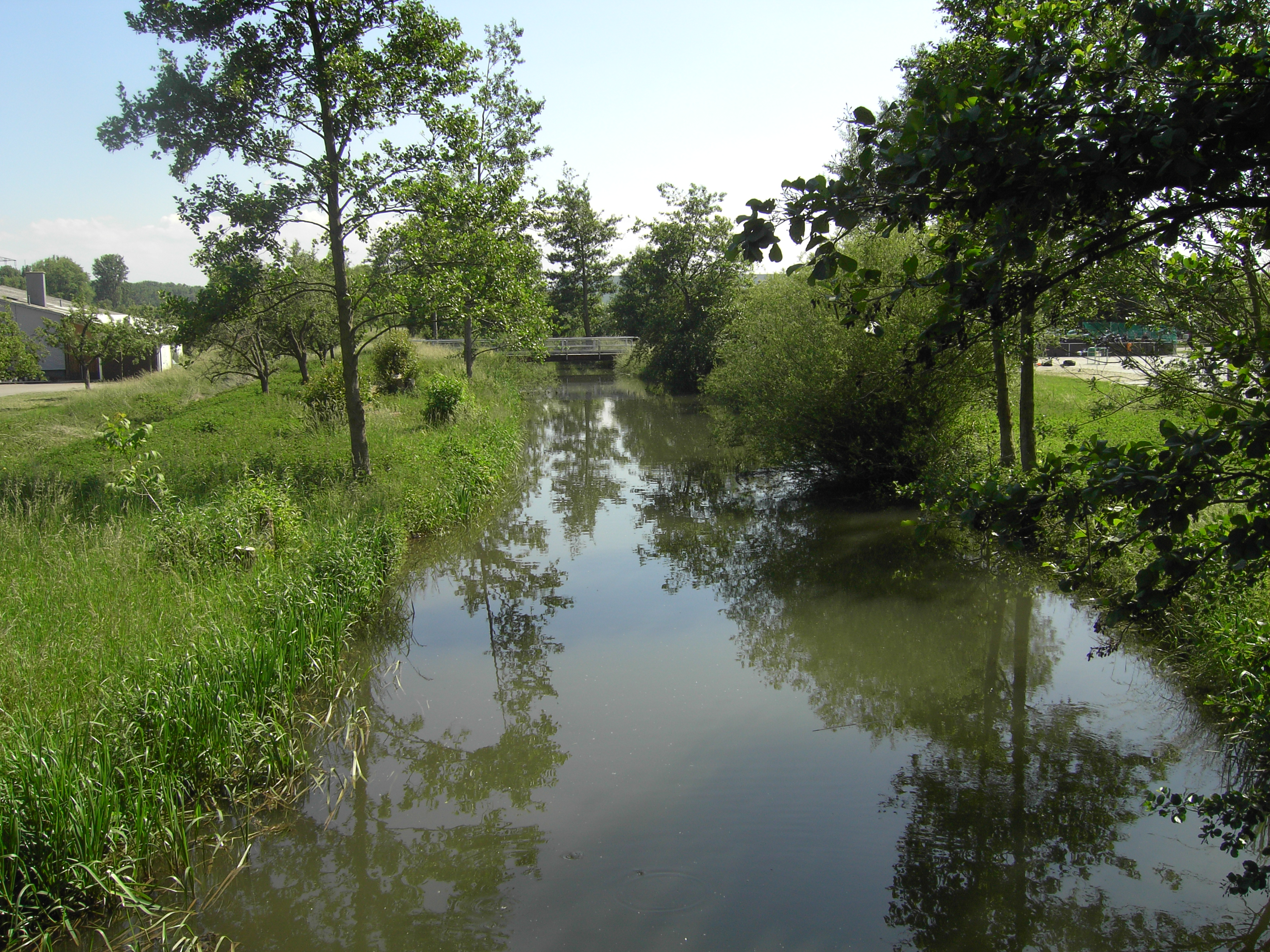

普芬茨河是德國的河流，位於巴登－符騰堡州，屬於萊茵河的右支流，河道全長60公里，流域面積450平方公里，河畔城鎮有卡爾斯魯厄和施圖滕塞。

## 外部連結
- Photos and information （页面存档备份，存于） about the irrigation system in the Hardt north of Karlsruhe